# Olenecamptus indicus
Olenecamptus indicus là một loài bọ cánh cứng trong họ Cerambycidae.